# Secteur fortifié des Vosges

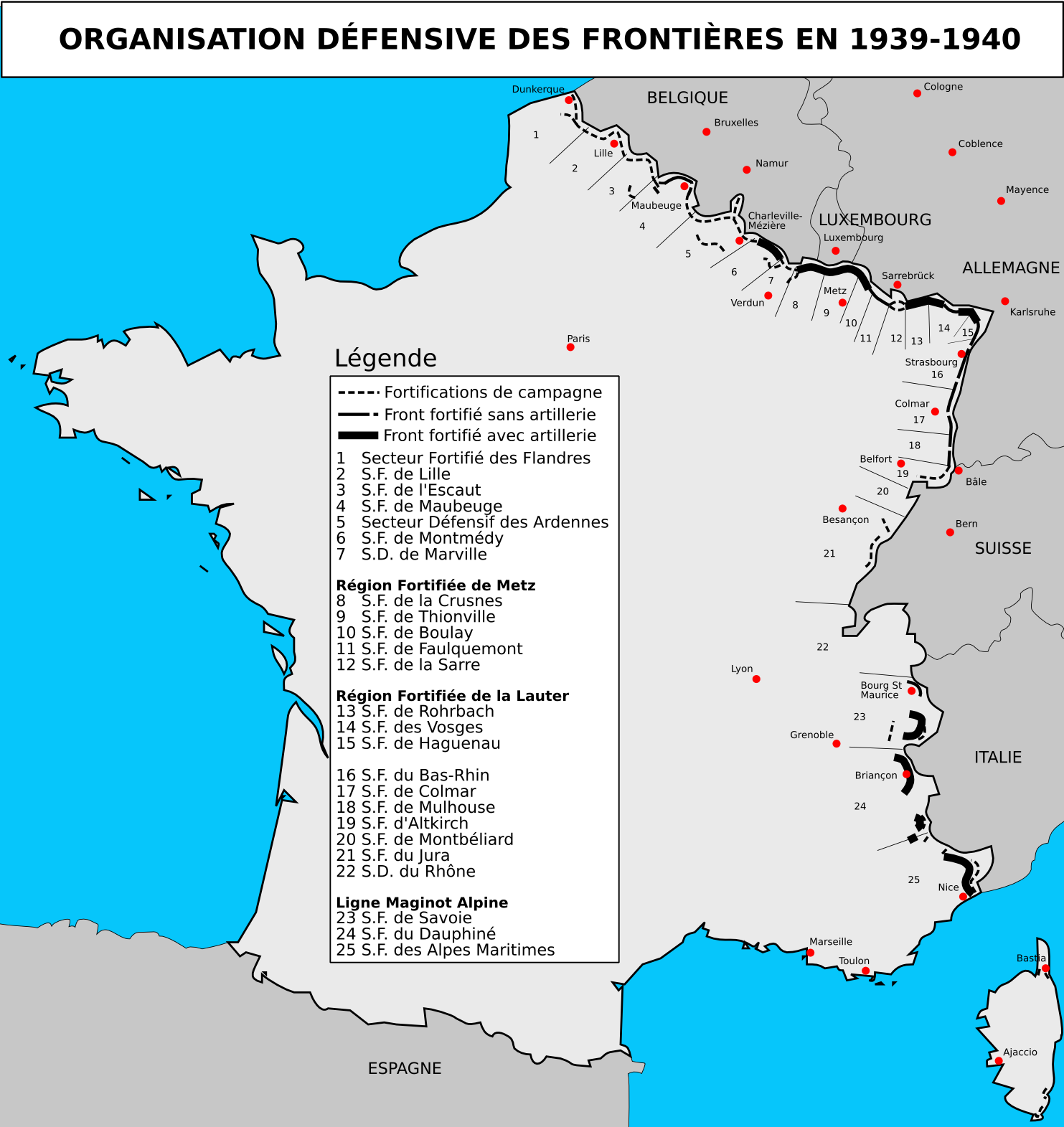
Carte de l'organisation en secteurs de la ligne Maginot.

Le secteur fortifié des Vosges est une partie de la ligne Maginot, situé entre le secteur fortifié de Rohrbach à l'ouest et le secteur fortifié de Haguenau à l'est.
Il forme une ligne le long de la frontière franco-allemande, dans les Vosges du Nord, de Bitche (dans la Moselle) à Lembach (dans le Bas-Rhin). Les fortifications du secteur, étant donné le relief, les forêts et le peu de routes, sont limitées à une ligne de casemates, protégée à ses extrémités par trois ouvrages.
Pour un article plus général, voir Ligne Maginot.

## Organisation et unités

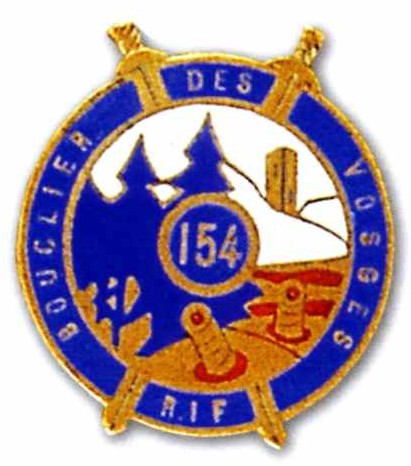
Insigne du RIF.
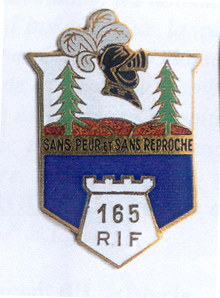
Insigne du RIF.

D'abord sous commandement de la 20e région militaire (QG à Nancy) jusqu'à la déclaration de guerre, le secteur passe alors sous commandement de la 5e armée : il est renforcé par la 30e division d'infanterie alpine (de réserve, série A).
Le 5 mars 1940, le secteur fortifié des Vosges est dissous et devient le 43e corps d'armée de forteresse.
Le secteur est divisé en deux sous-secteurs fortifiés, avec les unités suivantes comme équipages des ouvrages et casemates ainsi que comme troupes d'intervalle stationnées entre ceux-ci après la mobilisation :
- sous-secteur de Philippsbourg, confié au 154e régiment d'infanterie de forteresse ;
- sous-secteur de Langensoultzbach, confié au 165e régiment d'infanterie de forteresse.

L'artillerie du secteur est composée des :
- 168e régiment d'artillerie de position (fournissant les artilleurs des ouvrages, ainsi que deux groupes de position avec vingt-sept canons de 75 mm modèle 1897, seize 155 mm C 1915 Saint-Chamond, huit 155 mm C 1917 Schneider et seize 155 mm L 1877 de Bange[2]) ;
- 60e régiment d'artillerie mobile de forteresse (trois groupes tractés armés avec vingt-quatre canons de 75 mm 1897/1933 TTT et douze 155 mm C 1917 Schneider TTT[3]).

- Insigne du 154e RIF.
- Insigne du 165e RIF.

## Composants

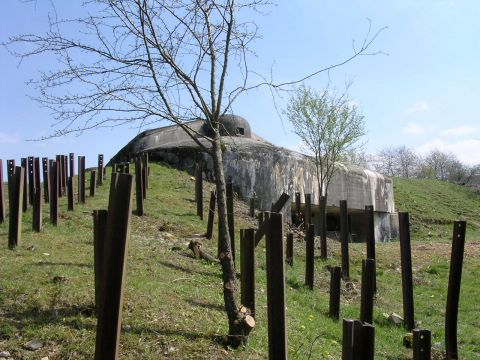
Le bloc 6 du Four-à-Chaux et le réseau de rails antichar.

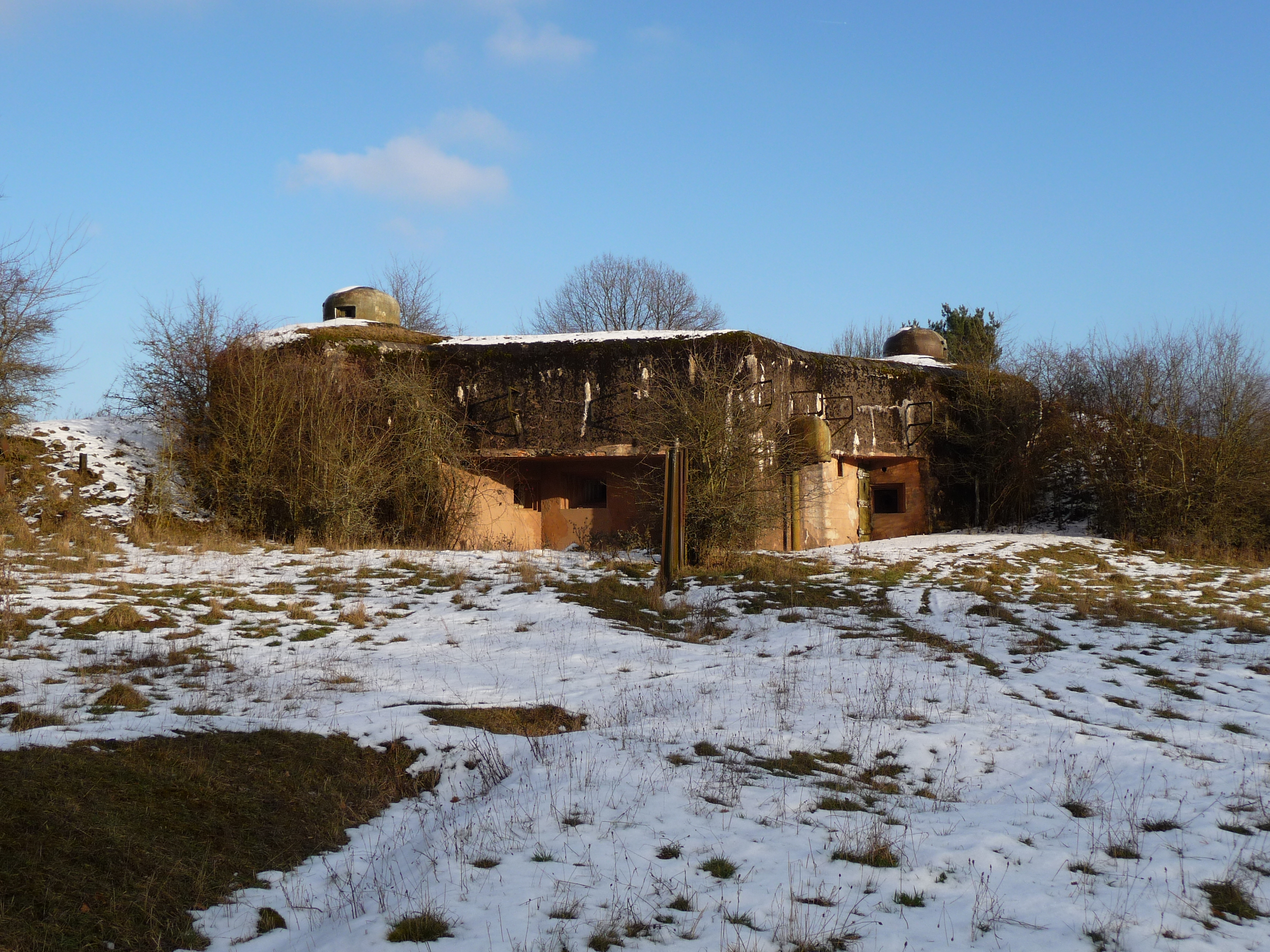
Bloc 1 du Lembach, en 2009.

Le secteur des Vosges bénéficie d'une géographie particulièrement favorable au défenseur : des reliefs boisés entrecoupés de vallées marécageuses. Le dispositif repose donc sur des inondations défensives, couvertes par le feu de 20 casemates, 17 blockhaus et de trois ouvrages : le petit ouvrage de Lembach et les puissants ouvrages du Grand-Hohékirkel et du Four-à-Chaux, qui protégeaient les puits de pétrole alsaciens de Merkwiller-Pechelbronn.

### Ouvrages (3)
- Ouvrage du Grand-Hohékirkel
- Ouvrage du Four-à-Chaux
- Petit ouvrage de Lembach

### Casemates (20)
- Casemate de Glasbronn
- Casemate de Dambach-Nord
- Casemate Dambach Sud
- Casemate Grand Hohékirkel Ouest
- Casemate Grand Hohékirkel Est
- Casemate de Main du Prince Ouest
- Casemate de Main du Prince Est
- Casemate du Biesenberg
- Casemate d'Altzinsel
- Casemate du Rothenburg
- Casemate du Nonnenkopf
- Casemate Nord Ouest de Grafenweiher
- Casemate de Grafenweiher
- Casemate de Grafenweiher Est
- Casemate Wineckerthal Ouest
- Casemate Wineckerthal Est
- Casemate du Grunenthal
- Casemate du Windstein
- Casemate Verrerie
- Casemate de Lembach[5]

### Blockhaus (17)
- Blockhaus Nonnenhardt (1 à 5)
- Blockhaus Clairière
- Blockhaus Verrière
- Blockhaus Marbach
- Blockhaus Trautbach (1 à 3)
- Blockhaus Sagemuhle
- Blockhaus Gunsthal Col (2)
- Blockhaus Gunsthal (2)
- Blockhaus Nagesthal